# NGC 21
NGC 21(또는 NGC 29)은 안드로메다자리에 위치한 정상나선은하이다.